# Rohatyn
Rohatyn (ukrainsk: Рогати́н, tr. Rohatýn, ukrainsk udtale: [rɔɦɐˈtɪn]  ( hør); polsk: Rohatyn; jiddisch: ראהאטין) er en by i den vestlige del af Ukraine. Byen har et befolkningstal på omkring 7.581 (2025) indbyggere.
Rohatyn er beliggende ved Hnyla Lypa floden i Ivano-Frankivsk rajon i Ivano-Frankivsk oblast. Den er sæde for administrationen af Rohatyn by-hromada, en af hromadaerne i Ukraine.
Før Anden Verdenskrig lå byen i Polen.

## Navn
Byen blev første gang nævnt i historiske dokumenter i 1184 som en del af Fyrstendømmet Galicien-Volhynien. Navnet synes at være afledt af Rutenien, navnet på den region, hvor den lå. Byens våben har dog et horn af en hjort, hvilket giver den første del af det slaviske navn Rohatyn eller Rogatyn - "Rog" ("Horn").

## Galleri
- Gade i Rohatyn
- Den ukrainsk-katolske kirke for denhellige Jomfru Marias fødsel.
- Helligåndskirken
- Den katolske Sankt Nikolaj-kirke
- Sankt Nikolajkirke
- Jødiske musikere fra Rohatyn, 1912